# Gauti Guðmundsson
Gauti Guðmundsson (* 15. Juli 2002) ist ein isländischer Skirennläufer. Er gehört dem A-Kader der isländischen Nationalmannschaft an.

## Karriere
Gauti Guðmundsson gab sein internationales Renndebüt am 16. Dezember 2018 bei einem FIS-Slalom in Akureyri. Sein erstes internationales Großereignis bestritt er etwas mehr als ein Jahr später bei den Olympischen Jugend-Winterspielen in Lausanne. Dort erreichte er mit Rang 29 im Riesenslalom seine beste Platzierung.
Im darauffolgenden Jahr nahm Gauti Guðmundsson das erste Mal an Alpinen Skiweltmeisterschaften teil. Bei den Wettkämpfen in Cortina d’Ampezzo belegte er den 40. Platz im Slalom.
Abgesehen von internationalen Großereignissen startet Gauti Guðmundsson hauptsächlich bei FIS-Rennen sowie diversen nationalen Meisterschaften.

## Erfolge

### Weltmeisterschaften
- Cortina d’Ampezzo 2021: 40. Slalom
- Courchevel/Méribel 2023: 45. Riesenslalom, 63. Slalom

### Juniorenweltmeisterschaften
- Panorama 2022: 42. Alpine Kombination, 44. Slalom, 48. Abfahrt, 65. Riesenslalom, 76. Super-G

### Olympische Jugend-Winterspiele
- Lausanne 2020: 29. Riesenslalom, 31. Alpine Kombination, 51. Super-G, DNF Slalom

### Weitere Erfolge
- 12 Podestplätze bei FIS-Rennen, davon 2 Siege
- Bronze bei den isländischen Meisterschaften im Riesenslalom (2024)
- Bronze bei den isländischen Meisterschaften im Slalom (2024)